# Velký Jelení vrch
Velký Jelení vrch (514 m n. m.) je vrch v okrese Česká Lípa Libereckého kraje. Leží asi 3 km jjz. od obce Hamr na Jezeře, na katastrálním území zaniklé obce Svébořice. Spolu s Malým Jelením vrchem je součástí chráněného území Jelení vrchy. Tato přírodní památka se nachází v Geoparku Ralsko.

## Geomorfologické zařazení
Vrch náleží do geomorfologického celku Ralská pahorkatina, konkrétně do podokrsku Děvínská pahorkatina a Jelenovršské části okrsku Kotelská vrchovina, který je součástí podcelku Zákupská pahorkatina.

## Geologie
Velký Jelení vrch se nachází na čedičové žíle vulkanického původu. Na vrcholu Velkého i Malého Jeleního vrchu, kde žíla vystupuje na povrch, lze pozorovat sloupcovitou odlučnost čediče, která vznikla v průběhu ochlazování magmatu. Nejvyšším bodem Velkého Jeleního vrchu je čedičový skalní hrot, z něhož je kruhový výhled na Ralskou pahorkatinu, Lužické hory a Ještědský hřbet. Skalnatý vrcholový hřeben, orientovaný zhruba od severu k jihu, je dlouhý přibližně 100 metrů. Ve vrcholových partiích kopce se vyskytují mrazové sruby a srázy, které byly modelovány kryogenními procesy.

## Flóra
Z přírodovědného hlediska je rovněž cenný zdejší reliktní lesní porost, tvořený suťovými bučinami s jilmem horským. Lesní porost je v některých partiích doplněn teplomilným společenstvem, v němž se vyskytuje jeřáb muk, strdivka sedmihradská či růže převislá. V květnatých bučinách na svazích Velkého Jeleního vrchu roste lilie zlatohlavá a kyčelnice divítilistá. Lze zde nalézt též jeřáb břek, tolitu lékařskou či lýkovec jedovatý.

## Přístup

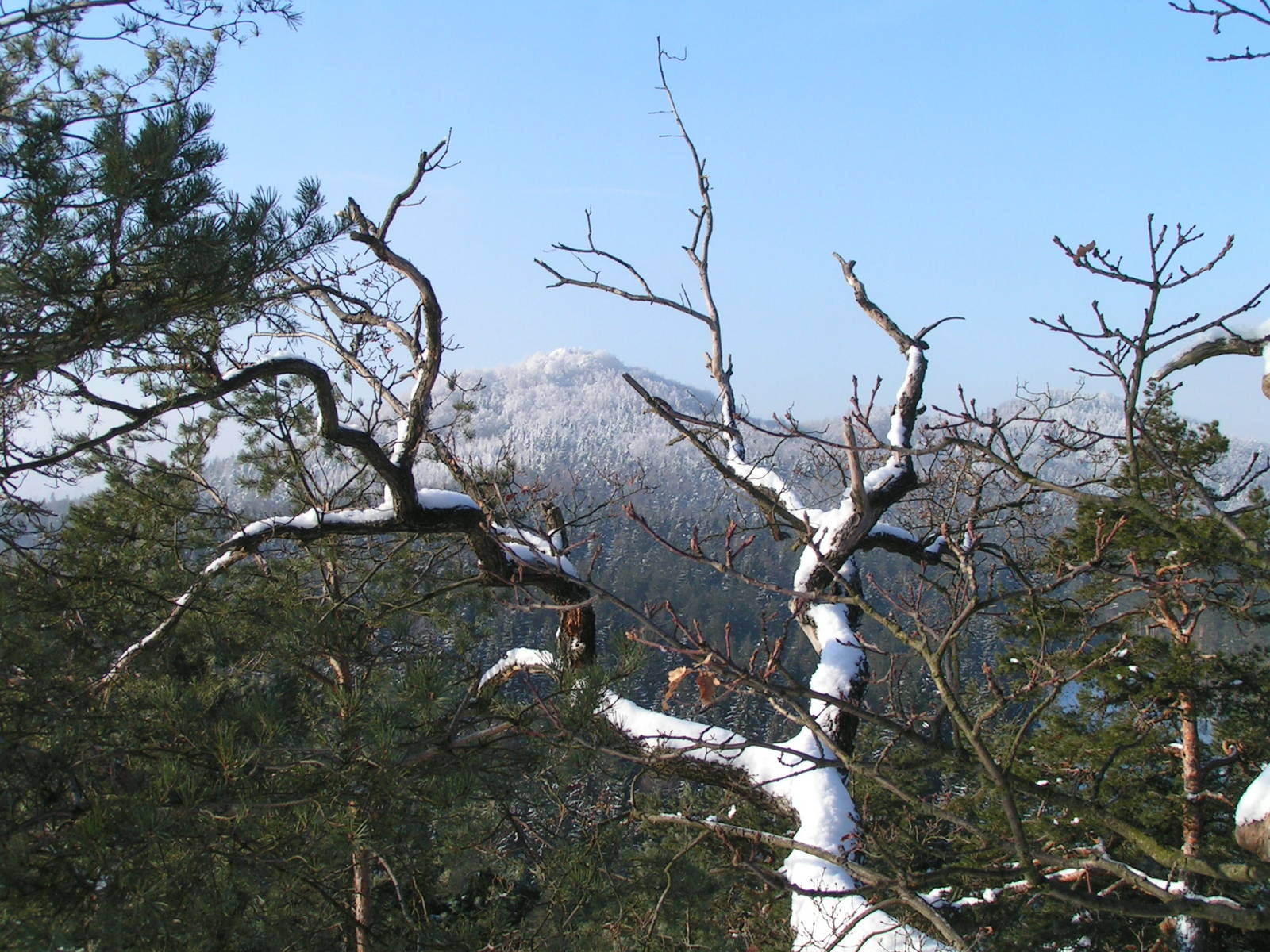
Pohled z Malého Jeleního vrchu na Velký Jelení vrch

Automobilem lze dojet do Hamru na Jezeře a Stráže pod Ralskem, kam rovněž zajíždějí autobusové linky z České Lípy a z Liberce. Autem či na kole (cyklotrasa č. 3046) lze dojet též k rozcestí u Sochorova pomníku pod někdejším skalním hradem a pozdější poustevnou Stohánek. Přímo k vrchu vede několik neznačených pěších cest z různých stran. Severně od Malého Jeleního vrchu prochází červeně značená turistická stezka, která směřuje ze Stráže pod Ralskem obloukem kolem Kozího hřbetu a Černého rybníka na hrad Děvín.

## Horolezectví
Skály v horních partiích Velkého Jeleního vrchu jsou využívány horolezecky. Celkem je zde vyznačeno sedm lezeckých cest o obtížnosti 1 až 4 stupnice UIAA. Vrchol Velkého Jeleního vrchu je jedním z nejlepších vyhlídkových míst v Děvínském polesí.